# Fensterleder

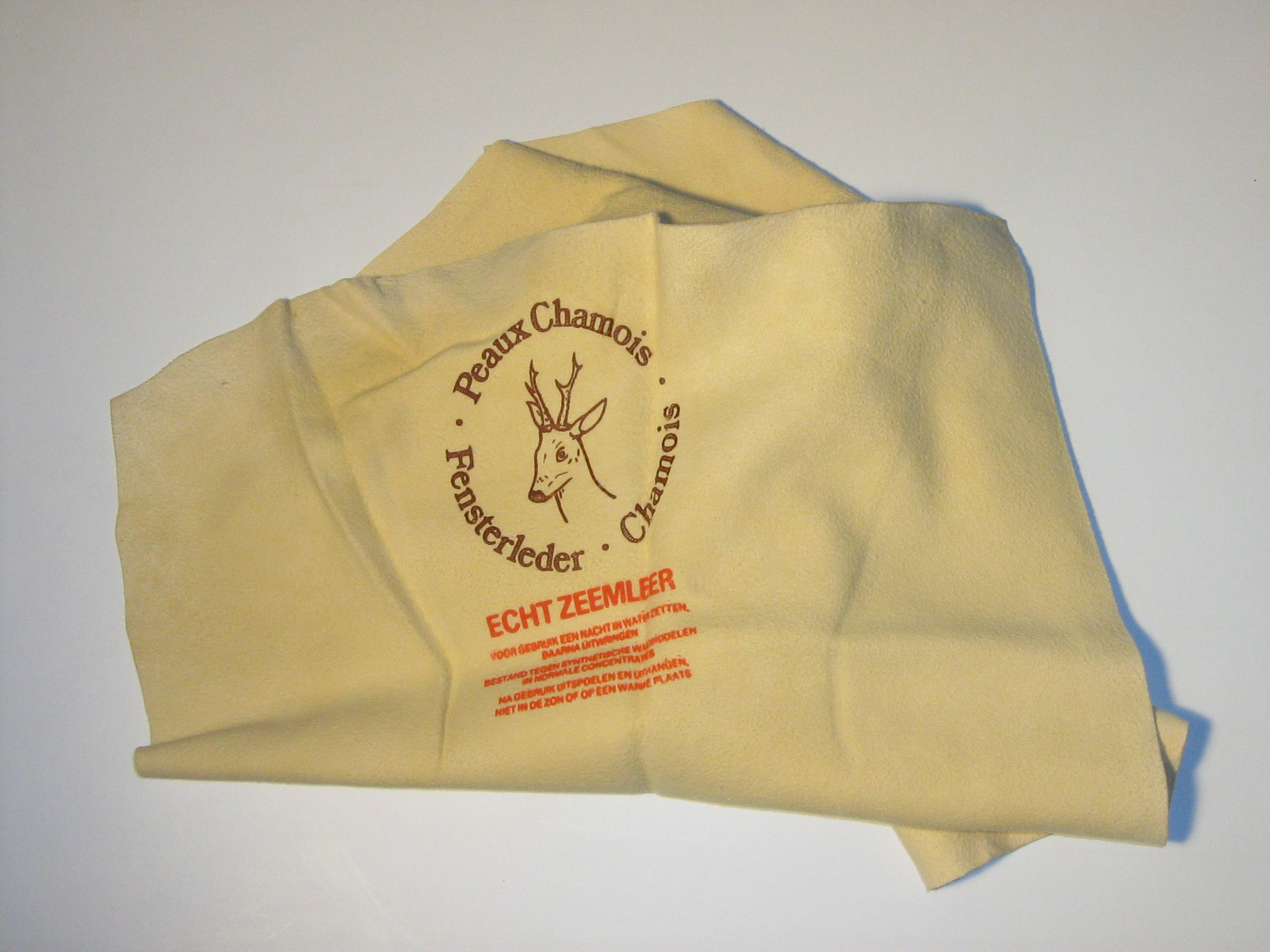
Fensterleder aus Sämischleder

Als Fensterleder bezeichnet man Lappen aus saugfähigem Leder, die besonders zum Putzen von Fenstern und zur Politur anderer glatter Oberflächen verwendet werden. 
Fensterleder oder Waschleder sind Fleischspaltleder von Wild-, Schaf- und Ziegenfellen (in Österreich auch als Rehleder bezeichnet), die besonders weich und saugfähig sein sollen. Die traditionelle Sämischgerbung dauert ungefähr ein Jahr.
Fensterleder werden auch für Autofenster verwendet. 
In neuerer Zeit hat man versucht, Tücher mit ähnlichen Eigenschaften aus Kunststoff herzustellen.